# Hipódromo de Monterrico
Hipódromo de Monterrico , chamada o Colosso de Surco,  é a praça de corridas de cavalo do Jockey Club del Perú, situada no distrito de Santiago de Surco, na cidade de Lima.
Foi inaugurada em  18 de dezembro de 1960, após as instalações do antigo Hipódromo de San Felipe serem consideradas inadequadas para o crescimento do turfe em Lima. O Hipódromo de Monterrico já contava com totalizador automático e partida elétrica. A primeira corrida foi vencida pelo cavalo Weekend . Ainda nos anos 1960 foi feita iluminação para corridas noturnas.
Em virtude da grande distância que separava  nos anos 1960 o hipódromo do centro urbano, organizou-se a partida de inúmeras linhas de onibus de diversos pontos da cidade para o dia da inauguração.
Nos anos 1980 é construida junto à sua pista principal de areia , uma pista de grama, instala um circuito fechado de televisão e adquire as primeiras máquinas de jogo.
Em 1997  ocupa o terreno de uma pista auxiliar do lado norte com a construção de um  Shopping Center :  Jockey Plaza Shopping Center. Em 1995 construiu na área interna da pista principal um Parque : Daytona Park.
Atualmente conta com uma pista principal de areia e uma de grama. Possui estacionamento, 37 palcos para sócios e uma tribuna para 8000 pessoas.
Provas  importantes sao , entre outras, o Derby Nacional que faz parte da Quadrupla Coroa Peruana, e o Gran Premio Jockey Club del Peru, ambas Grupo I Peruano.

## Detalhes da Pista
Monterrico tem duas pistas principais: uma de areia com 1 milha e 1/8, e interna , pista de grama com 1 milha. 

## Dias de Corrida
Monterrico produz mais que 2000 páreos por ano, cada terça, quinta, sábado e domingo. (208 corridas por ano, 10 pareos por dia).
O evento mais importante é o DERBY Nacional , na milha e meia, em dezembro.
Abriga 8 corridas Grau I, 11 Grau II, 15 Grau III e 20 listadas.